# Station Oranienburger Straße
Oranienburger Straße is een station van de Berlijnse S-Bahn onder de gelijknamige straat in het centrum van Berlijn (Mitte). Het station maakt deel uit van de noord-zuidtunnel van het S-Bahnnet en werd geopend op 27 juli 1936. Tussen 1961 en 1990 passeerden West-Berlijnse S-Bahntreinen het in Oost-Berlijn gelegen station zonder te stoppen. Bovengronds kan worden overgestapt op de tramlijnen M1 en M6 van de BVG.

## Geschiedenis
Het door elektrificatie van stads- en voorstadsspoorlijnen in de twintiger en dertiger jaren van de twintigste eeuw ontstane S-Bahnnet beschikte weliswaar over een doorgaande oost-westverbinding, de Stadtbahn, maar de noordelijke en zuidelijke lijnen eindigden nog altijd in kopstations aan de rand van het centrum. In 1934 begon men daarom met de bouw van een noord-zuidverbinding, die vanwege de dichte bebouwing in de binnenstad ondergronds werd aangelegd.
In 1936 kwam het noordelijke deel van de tunnel gereed (tot Unter den Linden) en opende station Oranienburger Straße zijn deuren voor het reizende publiek. De tunnel volgt ter plaatse de Tucholskystraße, het station bevindt zich onder de kruising van deze straat met de drukke Oranienburger Straße.

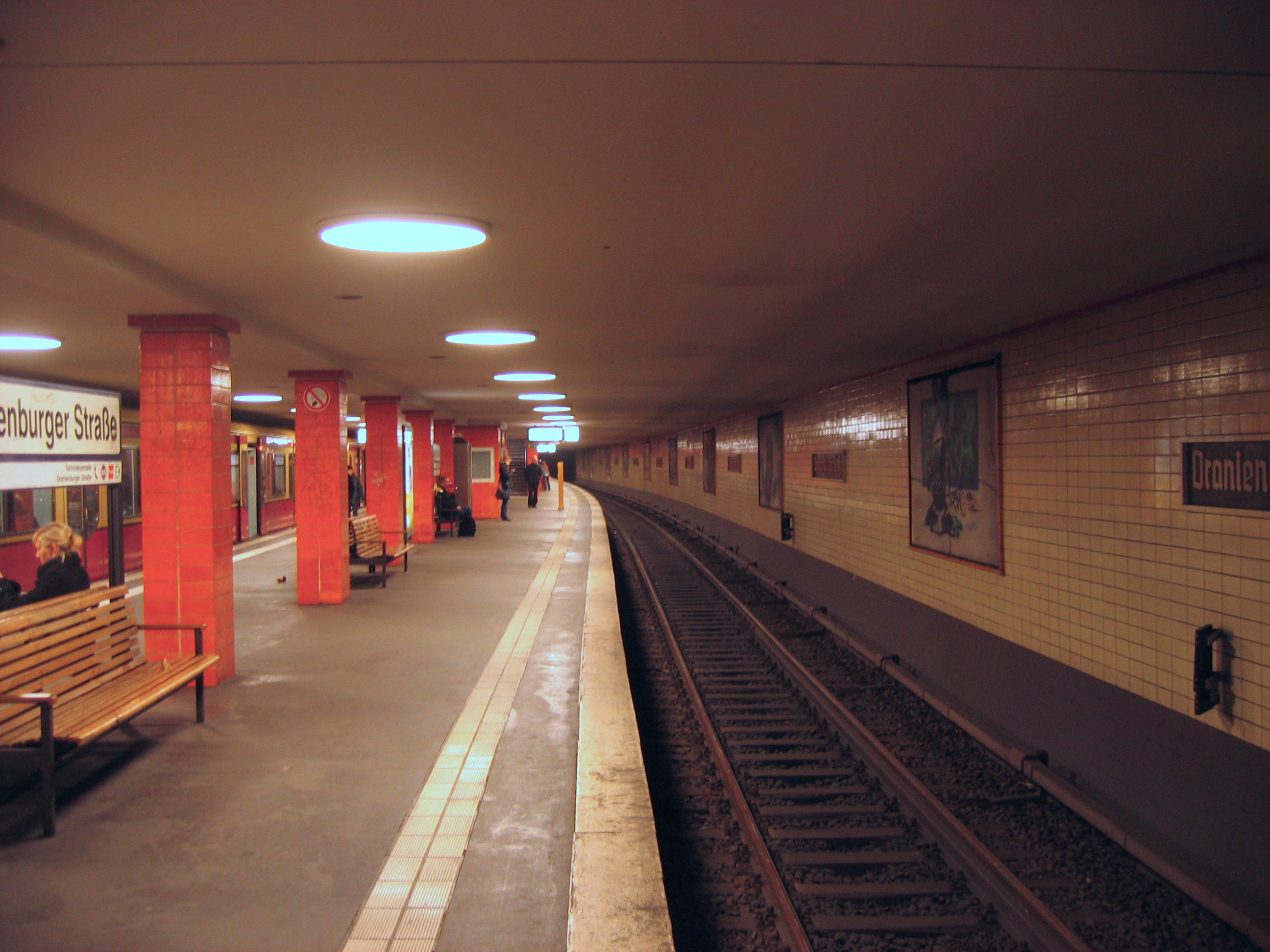
Perron

Station Oranienburger Straße werd zoals de overige stations in de noord-zuidtunnel in de stijl van de nieuwe zakelijkheid ontworpen door architect Richard Brademann. De wanden, zuilen en kiosken op het eilandperron werden bekleed met tegels in beige en oranje tinten, de kenkleuren van het station en een verwijzing naar zijn naam. In het midden van het station, onder de kruising, ligt een tussenverdieping met uitgangen aan weerszijden van de Oranienburger Straße. Aan de noordzijde werd later een lift ingebouwd; deze leidt rechtstreeks naar de middenberm van de Tucholskystraße. Station Oranienburger Straße is tegenwoordig een beschermd monument.
In april 1945 moest het station wegens tijdens de oorlog opgelopen schade gesloten worden. Begin mei 1945 werd de noord-zuidtunnel bovendien ter hoogte van het Landwehrkanaal opgeblazen, waardoor het gehele traject overstroomde. Pas aan het einde van 1946 kon station Oranienburger Straße heropend worden en was er weer doorgaand noord-zuidverkeer mogelijk.
Na de oorlog werd Berlijn verdeeld in vier bezettingszones en kwam station Oranienburger Straße in de Sovjetsector te liggen. Het stadsvervoer trok zich aanvankelijk weinig aan van de deling, maar de bouw van de Berlijnse Muur in 1961 had ingrijpende gevolgen voor de S-Bahn. De Noord-zuidtunnel liep hoofdzakelijk onder Oost-Berlijns grondgebied, de ingangen van de tunnel en het grootste deel van de aansluitende lijnen bevonden zich daarentegen in West-Berlijn. De tunnel werd onderdeel van het westelijke S-Bahnnet, maar de treinen stopten niet meer in de oostelijke sector, waar spookstations ontstonden. De ingangen van station Oranienburger Straße werden dichtgemetseld en de logo's die de S-Bahn aanduidden werden verwijderd. Na de val van de Muur kon het station op 1 september 1990 heropend worden.